# Elecciones estatales de Chihuahua de 2018
Las elecciones estatales de Chihuahua de 2018 se llevaron a cabo el domingo 1 de julio de 2018, y en ellas se renovaron los siguientes cargos de elección popular:
- 33 Diputados al Congreso del Estado. 22 electos por mayoría relativa en cada uno de los Distrito Electorales y 11 electos por el principio de representación proporcional mediante un sistema de lista para un periodo de tres años con posibilidad de reelección para el periodo inmediato, que formarán parte, a partir del 1 de septiembre del 2018, de la LXVI Legislatura del Congreso del Estado de Chihuahua.
- 67 ayuntamientos. Compuestos por un Presidente Municipal y regidores, electos para un periodo de tres años con posibilidad de reelección para el periodo inmediato.
- 67 Síndicos. Encargados de la fiscalización de los Ayuntamientos, electos para un periodo de tres años con posibilidad de reelección para el periodo inmediato.

Fueron las primeras elecciones locales de Chihuahua que se realizaron al mismo tiempo que una elección federal desde los procesos electorales local y federal de 1940.

## Coaliciones electorales

### Por Chihuahua al Frente

Logo de la coalición «Por Chihuahua al Frente».

Después de que fuera presentada ante el Instituto Nacional Electoral el 4 de septiembre de 2017 la intención de formar una coalición electoral denominada «Frente Ciudadano por México» por parte de los presidentes nacionales de los partidos Partido Acción Nacional, Ricardo Anaya Cortés; de la Revolución Democrática, Alejandra Barrales y de Movimiento Ciudadano, Dante Delgado Rannauro para los comicios federales de 2018, se comenzó a plantear la posibilidad de replicar dicha coalición en las elecciones locales del estado de Chihuahua.
En Chihuahua no sería la primera vez que estos partidos irían en coalición, pues ya lo habían hecho en las elecciones de 2004, bajo la coalición «Todos Somos Chihuahua» que postuló como candidato a gobernador a Javier Corral Jurado.
Ante esto, y luego de varias reuniones en septiembre, los presidentes estatales Fernando Álvarez Monje del PAN, Pavel Aguilar Raynal del PRD y Alan Falomir Sáenz hicieron pública el 25 de octubre su intención de conformar el «Frente Ciudadano por Chihuahua».
La coalición, denominada finalmente como «Por Chihuahua al Frente», fue registrada formalmente ante el Instituto Estatal Electoral el 21 de enero de 2018, siendo aprobada por el órgano electoral 30 de enero, con una fragmentación parcial, pues el PRD había decidido romper el acuerdo en los municipios de Ignacio Zaragoza, Santa Bárbara y Temósachi. También, ese mismo día los partidos decidieron contender solos en los municipios de Bocoyna, Casas Grandes, Hidalgo del Parral, Maguarichi, Ocampo, San Francisco del Oro y Valle de Zaragoza, así como en el Distrito XVI.
Luego de esto, el Partido de la Revolución Democrática manifestó su intención de abandonar el frente, dejándolo finalmente el 3 de febrero, debido a que alegaban, los otros dos partidos no habían entregado candidaturas suficientes para el que PRD mantuviera su registro como partido político en el estado de Chihuahua.
Finalmente la coalición fue rota para los ayuntamientos y sindicaturas de Bachíniva, Bocoyna, Casas Grandes e Ignacio Zaragoza, así como la sindicatura de Santa Isabel y el Distrito XVI.

### Juntos Haremos Historia

Logo de la coalición «Juntos Haremos Historia».

El 13 de diciembre de 2017, después de diversas negociaciones, se oficializó la coalición para las elecciones federales entre los partidos del Movimiento Regeneración Nacional, el Partido del Trabajo y el Partido Encuentro Social bajo el nombre «Juntos Haremos Historia», tras la firma del convenio se designó a Andrés Manuel López Obrador como precandidato de las tres formaciones políticas.
Ante esto, iniciaron pláticas entre las directivas de los tres partidos en Chihuahua, en aras de replicar la misma coalición a nivel local. Finalmente, la coalición fue anunciada por el dirigente estatal de Morena, Martín Chaparro Payán el 20 de enero de 2018, siendo registrada por los presidentes del PT, Rubén Aguilar Jiménez, de Morena Martín Chaparro Payán y del PES Edilberto Royval Sosa, ante el Instituto Estatal Electoral ese mismo día con el nombre «Juntos Haremos Historia». La coalición fue aprobada por el órgano electoral el 30 de enero.
El 30 de marzo el Partido del Trabajo solicitó al Instituto Estatal Electoral disolver la coalición en los municipios de Delicias, Guerrero, Namiquipa y Rosales así como en los distritos VIII, IX, XVIII y XIX. Posteriormente esta solicitud fue rechazada el 13 de abril por el IEE al ser presentada fuera de tiempo.
Finalmente la coalición fue rota para los ayuntamientos y sindicaturas de La Cruz, Huejotitán y Santa Bárbara así como en los distritos XI y XXII.

## Encuestas de intención de voto

### Estatal
| Encuestadora      | Fecha          |       |       |      |      |      |      |      |       |      |      | Otro | Ninguno | NC/NS | Nulo |
| ----------------- | -------------- | ----- | ----- | ---- | ---- | ---- | ---- | ---- | ----- | ---- | ---- | ---- | ------- | ----- | ---- |
| Consulta Mitofsky | Agosto de 2017 | 26.4% | 17.2% | 1.9% | 0.1% | 0.5% | 1.6% | 0.4% | 14.0% | 0.4% | 8.6% |      |         | 28.9% |      |

### Ayuntamiento de Chihuahua
| Encuestadora   | Fecha           | Maru  | Domínguez | Gutiérrez | Tiscareño | Baeza García | Guerrero | Otro  | Ninguno | NC/NS |
| -------------- | --------------- | ----- | --------- | --------- | --------- | ------------ | -------- | ----- | ------- | ----- |
| Massive Caller | Febrero de 2018 | 60.2% | 14.8%     |           | 12.8%     |              |          | 12.2% |         |       |
| Massive Caller | Junio de 2018   | 52.2% | 13.9%     |           | 21.9%     |              |          | 12.0% |         |       |

## Resultados electorales

### Ayuntamientos

Distribución de los ayuntamientos de Chihuahua por partido político:
Partido Acción Nacional
Partido Revolucionario Institucional
Partido de la Revolución Democrática
Partido Verde Ecologista de México
Movimiento Ciudadano
Nueva Alianza
Movimiento Regeneración Nacional
Candidatos independientes

|  | 28.15 % |

|  | 16.05 % |

|  | 2.22 % |

|  | 2.45 % |

|  | 3.34 % |

|  | 2.07 % |

|  | 2.62 % |

|  | 21.56 % |

|  | 1.92 % |

|  | 15.51 % |

|  | 96.11 % |

|  | 3.89 % |

#### Ayuntamiento de Chihuahua
|  | 51.37 % |

|  | 27.28 % |

|  | 12.88 % |

|  | 0.99 % |

|  | 1.92 % |

|  | 0.07 % |

|  | 97.07 % |

|  | 2.93 % |

|  | 58.36 % |

|  | 41.64 % |

#### Ayuntamiento de Juárez
|  | 13.41 % |

|  | 8.83 % |

|  | 1.00 % |

|  | 2.52 % |

|  | 1.70 % |

|  | 34.34 % |

|  | 34.43 % |

|  | 0.05 % |

|  | 96.29 % |

|  | 3.71 % |

|  | 47.86 % |

|  | 52.14 % |

### Sindicaturas

Distribución de las sindicaturas de Chihuahua por partido político:
Partido Acción Nacional
Partido Revolucionario Institucional
Partido de la Revolución Democrática
Partido Verde Ecologista de México
Movimiento Ciudadano
Nueva Alianza
Movimiento Regeneración Nacional

|  | 27.92 % |

|  | 17.91 % |

|  | 2.60 % |

|  | 4.24 % |

|  | 3.84 % |

|  | 3.22 % |

|  | 1.13 % |

|  | 26.61 % |

|  | 3.38 % |

|  | 4.35 % |

|  | 95.27 % |

|  | 4.73 % |

### Congreso del Estado de Chihuahua

Distribución de los distritos de Chihuahua por partido político:
Partido Acción Nacional
Partido Revolucionario Institucional
Movimiento Regeneración Nacional

|  | 27.50 % |

|  | 26.46 % |

|  | 16.83 % |

|  | 4.26 % |

|  | 4.04 % |

|  | 3.86 % |

|  | 3.34 % |

|  | 2.95 % |

|  | 2.54 % |

|  | 2.37 % |

|  | 4.96 % |

|  | 100 % |